# فرودگاه هوایی گارد ملی کوینست پوینت
 فرودگاه هوایی گارد ملی کوینست پوینت (به انگلیسی: Quonset Point Air National Guard Station) یک فرودگاه است . این فرودگاه در کشور ایالات متحده آمریکا قرار دارد .